# 80 mètres haies aux Jeux olympiques d'été de 1964
Navigation
Rome 1960 Mexico 1968
L'épreuve du 80 mètres haies aux Jeux olympiques de 1964 s'est déroulée les 18 et 19 octobre 1964 au Stade olympique national de Tokyo, au Japon.  Elle est remportée par l'Allemande Karin Balzer.

## Résultats

### Finale
| Rang               | Athlète          | Pays                       | Temps  |
| ------------------ | ---------------- | -------------------------- | ------ |
| Médaille d'or      | Karin Balzer     | Équipe unifiée d’Allemagne | 10 s 5 |
| Médaille d'argent  | Teresa Ciepły    | Pologne                    | 10 s 5 |
| Médaille de bronze | Pam Kilborn      | Australie                  | 10 s 6 |
| 4                  | Irina Press      | Union soviétique           | 10 s 6 |
| 5                  | Ikuko Yoda       | Japon                      | 10 s 7 |
| 6                  | Maria Piątkowska | Pologne                    | 10 s 7 |
| 7                  | Draga Stamejčič  | Yougoslavie                | 10 s 8 |
| 8                  | Rosie Bonds      | États-Unis                 | 10 s 8 |